# Ликиса
Ликиса (порт. Liquiçá) — город в северо-западной части Восточного Тимора. Административный центр округа Ликиса. Расположен в 32 км к западу от столицы страны, города Дили, на берегу пролива Омбай, на высоте 87 м над уровнем моря.
Население города по данным на 2010 год составляет 5152 человека. Большая часть населения говорит на языке токодеде.
В апреле 1999 года в ходе кампании запугивания и насилия, которая предшествовала референдуму о независимости Восточного Тимора, проиндонезийские боевики Aitarak Эурику Гутерриша устроили резню в церкви города Ликиса. Жертвами резни стали около 200 человек.